# Gheorghe Chivar
Gheorghe Chivar (ur. 14 lutego 1946 w Câmpia Turzii) – rumuński bokser, medalista mistrzostw Europy w 1967, później sędzia bokserski.
Startował w wadze średniej (do 75 kg). Zdobył w niej brązowy medal na mistrzostwach Europy w 1967 w Rzymie po wygraniu dwóch walk i porażce w półfinale z późniejszym mistrzem Mario Casatim z Włoch.
Był mistrzem Rumunii w wadze średniej w latach 1965–1968, wicemistrzem w 1972 oraz brązowym medalistą w 1971 i 1973.
Po zakończeniu kariery zawodniczej był sędzią bokserskim, aktywnym do 2017.